# La Haute-Chapelle
La Haute-Chapelle és un municipi francès situat al departament de l'Orne i a la regió de Normandia. L'any 2007 tenia 625 habitants.

## Demografia

### Població
El 2007 la població de fet de La Haute-Chapelle era de 625 persones. Hi havia 259 famílies de les quals 78 eren unipersonals (45 homes vivint sols i 33 dones vivint soles), 74 parelles sense fills, 99 parelles amb fills i 8 famílies monoparentals amb fills.
La població ha evolucionat segons el següent gràfic:
Habitants censats

### Habitatges
El 2007 hi havia 320 habitatges, 263 eren l'habitatge principal de la família, 25 eren segones residències i 32 estaven desocupats. 308 eren cases i 9 eren apartaments. Dels 263 habitatges principals, 205 estaven ocupats pels seus propietaris, 55 estaven llogats i ocupats pels llogaters i 3 estaven cedits a títol gratuït; 2 tenien una cambra, 14 en tenien dues, 36 en tenien tres, 73 en tenien quatre i 136 en tenien cinc o més. 204 habitatges disposaven pel capbaix d'una plaça de pàrquing. A 123 habitatges hi havia un automòbil i a 127 n'hi havia dos o més.

### Piràmide de població
La piràmide de població per edats i sexe el 2009 era:
| Homes | Edats   | Dones |
| ----- | ------- | ----- |
| 0     | 95 o +  | 0     |
| 0     | 90 a 94 | 0     |
| 4     | 85 a 89 | 20    |
| 12    | 80 a 84 | 8     |
| 4     | 75 a 79 | 8     |
| 8     | 70 a 74 | 16    |
| 28    | 65 a 69 | 12    |
| 16    | 60 a 64 | 16    |
| 0     | 55 a 59 | 12    |
| 20    | 50 a 54 | 28    |
| 40    | 45 a 49 | 28    |
| 36    | 40 a 44 | 36    |
| 12    | 35 a 39 | 24    |
| 20    | 30 a 34 | 12    |
| 16    | 25 a 29 | 8     |
| 16    | 20 a 24 | 28    |
| 32    | 15 a 19 | 32    |
| 20    | 10 a 14 | 12    |
| 12    | 5 a 9   | 12    |
| 28    | 0 a 4   | 12    |

## Economia
El 2007 la població en edat de treballar era de 425 persones, 318 eren actives i 107 eren inactives. De les 318 persones actives 300 estaven ocupades (173 homes i 127 dones) i 18 estaven aturades (11 homes i 7 dones). De les 107 persones inactives 47 estaven jubilades, 38 estaven estudiant i 22 estaven classificades com a «altres inactius».

### Ingressos
El 2009 a La Haute-Chapelle hi havia 247 unitats fiscals que integraven 597,5 persones, la mediana anual d'ingressos fiscals per persona era de 16.700 €.

### Activitats econòmiques
Dels 25 establiments que hi havia el 2007, 1 era d'una empresa de fabricació d'altres productes industrials, 5 d'empreses de construcció, 12 d'empreses de comerç i reparació d'automòbils, 2 d'empreses de transport, 2 d'empreses d'hostatgeria i restauració, 1 d'una empresa de serveis, 1 d'una entitat de l'administració pública i 1 d'una empresa classificada com a «altres activitats de serveis».
Dels 9 establiments de servei als particulars que hi havia el 2009, 3 eren tallers de reparació d'automòbils i de material agrícola, 1 paleta, 2 guixaires pintors, 1 perruqueria i 2 restaurants.
Dels 3 establiments comercials que hi havia el 2009, 1 era un supermercat, 1 una fleca i 1 una botiga de material de revestiment de parets i terra.
L'any 2000 a La Haute-Chapelle hi havia 37 explotacions agrícoles que ocupaven un total de 1.007 hectàrees.

## Poblacions més properes
El següent diagrama mostra les poblacions més properes.